# نارگ موسی
روستای نارگ موسی واقع در جنوب استان کهگیلویه و بویراحمد در جنوب غربی ایران، از جمله توابع شهرستان باشت بشمار می‌رود. مردم این روستا از طایفهٔ موسایی می‌باشند و شغل اصلی آن‌ها دامداری و کشاورزی است. ریشه مردمان این طایفه به تیره بامسیر، طایفه محمد موسی (مدمیسا) از ایل بهمئی بازمی‌گردند که در حدود قرون دهم تا یازدهم هجری وارد منطقه باشت شده و به لحاظ جغرافیایی در زمره ایل باوی قرار گرفته‌اند. تیره نارگ موسی از طایفه مهمد موسایی که در گویش بهمئی، مدمیسایی گفته می‌شود، از هفت تَش (نوعی تقسیم‌بندی ایلیاتی به مفهوم خاندان و اولاد بزرگ) با نام‌های اولاد نوشاد، اولاد علی کرم، اولاد علی برات، اولاد کی شَهلی، اولاد قلی جون، اولاد علی نجات و اولاد علیدادی تشکیل شده و از جمله طوایف ایل باوی و استان کهگیلویه و بویراحمد بشمار می‌رود. محل سکونت اهالی این طایفه در ۲۰ کیلومتری شمال شهر باشت و در چندین روستای کوچک و بزرگ با نام‌های نارگ موسی، بَرد اسپید، چهل متری همگون، کزنگون علیا و سفلی، نازنگون، تنگه هُنگون و نواحی سردسیری و سرحدی مُهمَشَه، پاپَرَل و کوه تاوِسپی (تاوه سپید به تمثیل از شباهت به یک سینی پهن سفید رنگ نامگذاری شده است) می‌باشد و مرکز اصلی تجمع اهالی این طایفه در سه قرن گذشته روستای نارگ موسی بوده است. نواحی روستاهای طایفه موسایی از بهار بسیار دل‌انگیزی برخوردارند که به مانند دیگر نقاط دامنه شمالی کوه خامی، هرساله در فصل بهار میزبان گردشگران و علاقه‌مندان و مسافران بسیاری از استانهای خوزستان، بوشهر و فارس هستند. از مهم‌ترین نقاط آن می‌توان به منطقه برابر (رود رونَه) و غار طبیعی موسوم به اِشکَفت آقاجونی (از بزرگان در گذشته طایفه نارگ موسی) اشاره کرد که نام در فهرست نقاط گردشگری سازمان میراث فرهنگی کشور به ثبت ملی رسیده است.
روستای نارگ موسی که قدیمی‌ترین سکونتگاه طایفه موسایی است، در پایین کوه نارگ قرار دارد، امتداد آن از مشرق به مغرب می‌باشد و کوه خامی مانند سدی عظیم در مقابل روستا قرار دارد. این روستا که از مشرق به بوسنگان از جنوب شرقی به ابدهگاه و جنوب و جنوب غربی به روستاهای چشمه دره، چهل متری، تنگ هنگون، نازنگون و کزنگان، محدود می‌شود، امروزه جمعیتی کمتر از ۲۰۰ نفر در خود دارد و طی چند دهه گذشته و با رونق شهر نفت خیز گچساران از دهه ۲۰ قرن گذشته به تدریج به این شهر مهاجرت و در آن سکونت یافته‌اند. بخشی دیگر از اهالی این طایفه به منطقه امامزاده جعفر و شهرهای یاسوج، شیراز و تهران مهاجرت نموده و افرادی از جمله محمدرشید مظاهری دروازه‌بان تیم ملی فوتبال ایران در جام جهانی ۲۰۱۸ روسیه و امید عبداللهی از فیلمسازان مطرح عرصه مستند کشور از افراد این طایفه محسوب می‌شوند.

## مکانهای دیدنی
- مقبرهٔ چهار بی بی زاده (از فرزندان امامزادگان مهاجر قرون دوم و سوم هجری از عراق به جنوب غرب ایران)
- قدمگاه مرد خدا (قرون میانی اسلامی)
- خرابهٔ قلعهٔ دختران (بنای اولیه مربوط به دوران ساسانی و بنای بازسازی شده از دوران سلجوقی تا صفویه)
- آسیاب قدیمی (دوران سلجوقی)
- چشمه مُهمَشَه